# Teso (langue)
Pour les articles homonymes, voir Teso.
Le teso (ou ateso) est une langue nilo-saharienne du groupe des langues nilotiques parlée dans l'Est de l'Ouganda, ainsi que dans la province occidentale du Kenya par les Teso.

## Classification
Le teso est classé dans le sous-groupe oriental des langues nilotiques. Il est proche du turkana et du karimojong avec lequel il partage 78 % de son vocabulaire.

## Écriture
| a | b | c  | d | e | g | i | j | k | l | m |
| n | ŋ | ny | o | p | r | s | t | u | w | y |

| a | b  | c  | d | e | ɛ | f | g | h | i | ɨ | j | k | l | m |
| n | ng | ny | o | ɔ | p | r | s | t | u | ʉ | v | w | y |   |

Les voyelles en exposant ‹ ᵃ, ᵉ, ᵋ, ⁱ, ᶤ, ᵒ, ᵓ, ᵘ, ᶶ › sont aussi utilisées dans l’alphabet de 2014.
Les tons ne sont généralement pas indiqués dans l’orthographe, mis à part dans la conjugaison de verbes où l’accent aigu est utilisé sur la voyelle portant le ton haut.

## Vocabulaire
Quelques mots du vocabulaire de base du teso:
| Français | Teso       | Prononciation standard |
| -------- | ---------- | ---------------------- |
| pays     | a-kwap     |                        |
| ciel     | a-kuju     |                        |
| eau      | á-kipi     |                        |
| feu      | á-ki̠mi̥     |                        |
| homme    | é-kíliokít |                        |
| femme    | a-beru̠     |                        |
| manger   | ai-nyam    |                        |
| boire    | ai-mat     |                        |
| grand    | -pol       |                        |
| petit    | -dit       |                        |
| nuit     | a-kware    |                        |
| jour     | a-paaran   |                        |
| oiseau   | é-kwe̠nyi̥   |                        |

## Sources
- (en) Atɛsɔ Local Language Board, A Guide to the Standardised Orthography of Atɛsɔ, Kampala, 2014 (lire en ligne)
- (en) David Barasa, Ateso Grammar: A descriptive account of an Eastern Nilotic Language, University of Cape Town, 2017 (présentation en ligne, lire en ligne)
- (en) J.H. Holders et J.C.D. Lawrence, An introduction to the Ateso language, Kampala, Uganda, Eagle Press, 1957, 2e éd. (1re éd. 1956) (OCLC 3774977, lire en ligne)
- (en) A. L. Kitching, A handbook of the Ateso language, Londres, Society for promoting christian knowledge, 1915 (OCLC 1175528368, lire en ligne)
- Gérard Philippson, Gens des bananeraies. Contribution linguistique à l’histoire culturelle des Chaga du Kilimandjaro, Paris, Éditions Recherche sur les Civilisations, coll. « Cahier » (no 16), 1984, 314 p. (ISBN 2-86538-094-7)